# Шона (язык)
Шо́на — язык группы банту, распространённый в Южной Африке — главным образом, в Зимбабве (где его носители составляют большинство). Раньше шона мог называться каранга.

## Распространение
Вместе с ндебеле и английским, шона — один из официальных языков Зимбабве; носители шона составляют около 80 % населения страны (данные SIL International, 1989). По последним данным Ethnologue, всего носителей различных диалектов шона — около 10 млн.

## Письменность и образование
Язык шона имеет письменную традицию: первые попытки стандартизации относятся к началу XX века, а современная орфография была закреплена в 1950-е годы. Первый роман на шона — «Фесо» Соломона Мутсвайро — вышел в 1957 году. Шона преподаётся в школах как предмет, но обучение на нём не ведётся. Существуют научные работы о шона и словари (главным образом, шона—английские).
Литературный шона основан на диалектах каранга (провинция Масвинго) и зезуру (центр и север страны), однако, по закону, все диалекты равны и преподаются в местных школах.
Современный алфавит шона — на латинской основе:
| Буква | МФА   |
| ----- | ----- |
| a     | /a/   |
| b     | /b/   |
| bh    | /b̤/   |
| ch    | /tʃ/  |
| d     | /d/   |
| dh    | /d̤/   |
| dy    | /dʲɡ/ |
| dzv   | /dβz/ |
| e     | /e/   |
| f     | /f/   |
| g     | /ɡ/   |
| h     | /h/   |
| i     | /i/   |
| j     | /dʒ/  |
| k     | /k/   |
| l     | /l/   |
| m     | /m/   |
| mh    | /m̤/   |
| n     | /n/   |
| ng    | /ŋ/   |
| o     | /o/   |
| p     | /p/   |
| r     | /rw/  |
| s     | /s/   |
| sv    | /ɸs/  |
| sw    | /skw/ |
| t     | /t/   |
| tsv   | /tɸs/ |
| ty    | /tʲk/ |
| u     | /u/   |
| v     | /β/   |
| vh    | /v/   |
| w     | /w/   |
| y     | /j/   |
| z     | /z/   |
| zv    | /βz/  |

## Лингвистическая характеристика

### Классы
Шона, как и все языки банту, — классовый язык. Это означает, к существительным может присоединяться классовый префикс, который может соответствовать одному из примерно десяти грамматических родов. К членам предложения, находящимся в согласовании с существительным, присоединяется тот же префикс, что и к существительному. Префикc у сказуемого также согласуется с относящимся к нему субъектом.
| Номер | Приставка      | Принадлежность                                                     |
| 1     | mu-            | (не только) люди                                                   |
| 2     | va-            | мн. ч. к классу 1                                                  |
| 1a    | —              | уважаемые люди                                                     |
| 2a    | va-            | мн. ч. к классу 1а                                                 |
| 3     | mu-            | растения и всё с ними связанное                                    |
| 4     | mi-            | мн. ч. к классу 3                                                  |
| 5     | ri- / —        | очень разные значения; часто начинается со звонких согласных       |
| 6     | ma-            | мн. ч. к классу 5                                                  |
| 7     | chi-           | прежде всего, неодушевлённые вещи                                  |
| 8     | zvi-           | мн. ч. к классу 7                                                  |
| 9     | i- / —         | звери, чаще всего — птицы; др. сущ., начинающиеся с носовых звуков |
| 10    | dzi- / —       | мн. ч. к классу 9                                                  |
| 11    | ru-            | длинные, узкие предметы и некоторые абстрактные понятия            |
| 12    | ka-            | маленькие предметы и животные; деминутивы (уменьш.-ласк.)          |
| 13    | tu-            | мн. ч. к классу 12                                                 |
| 14    | u-             | абстрактные понятия (в большинстве случаев)                        |
| 15    | ku-            | состояния и инфинитивы                                             |
| 16    | pa-            | местный падеж «на» и «над» для сущ. разных классов                 |
| 17    | ku-            | местный падеж «на» и значение цели для сущ. разных классов         |
| 18    | mu-            | местный падеж «в» для сущ. разных классов                          |
| 21    | zi-            | аугатив (увеличительный префикс)                                   |
|       | ma- / dzi- / — | мн. ч. к классу 11; частично — классы 6 и 10                       |

## Классификация
По классификации М. Гасри, шона относится к зоне S.10, которая представляет собой большой диалектный континуум, куда кроме шона входят также языки или диалекты маньика, намбья и ндау (Зимбабве и Центральный Мозамбик), тавара и теве (Мозамбик) и икаланга (Ботсвана).

## Фонетика
Особенностью фонетики языка шона является наличие лабиодентальных согласных (похожих на свист): zv (zvakanaka «очень хорошо»), dzv, sv, tsv.
Шона различает тоны, но не обозначает их на письме.

## Википедия на языке шона
Существует раздел Википедии на языке шона («Википедия на языке шона»). По состоянию на 18:49 (UTC) 22 марта 2025 года раздел содержит 11 465 статей (общее число страниц — 20 410); в нём зарегистрировано 18 997 участников, один из них имеет статус администратора; 24 участника совершили какие-либо действия за последние 30 дней; общее число правок за время существования раздела составляет 111 900.